# 暗黒への曳航
『暗黒への曳航』（あんこくへのえいこう、Point Of Know Return）は、アメリカ合衆国のロックバンドであるカンサスが1977年に発表した5枚目のアルバムである。

## 解説
前年のアルバム『永遠の序曲』が大ヒットを記録し、バンドを取り巻く状況が激変する中で制作された。本作も全米4位まで上がり、400万枚を売り上げる大ヒットとなった。
本作からは「すべては風の中に」（全米6位）と「帰らざる航海」（全米28位）の2枚のヒット・シングルが生まれている。特に「すべては風の中に」はバンドを代表するヒット曲となり、スタンダード・ナンバーとして愛聴されている。
本作でもケリー・リヴグレンが楽曲制作の中心となっているが、前作ではスランプに陥っていたスティーヴ・ウォルシュも数多くの作品を手掛けている。彼は「帰らざる航海」を、カンサスでのキャリアの自信作として挙げている。

## 収録曲
1. 帰らざる航海　Point Of Know Return　(Steve Walsh / Phil Ehart / Robby Steinhardt)
2. 逆説の真理　Paradox　(Kerry Livgren / Steve Walsh)
3. スパイダー　The Spider　(Steve Walsh)
4. 神秘の肖像　Portrait (He Knew)　(Kerry Livgren / Steve Walsh)
5. 孤独な物語　Closet Chronicles　(Kerry Livgren / Steve Walsh)
6. 稲妻の戦士　Lightning's Hand　(Kerry Livgren / Steve Walsh)
7. すべては風の中に　Dust In The Wind　(Kerry Livgren / Steve Walsh)
8. 閃光の嵐　Sparks Of The Tempest　(Kerry Livgren / Steve Walsh)
9. 遅れてきた探訪者　Nobody's Home　(Kerry Livgren / Steve Walsh)
10. 望みなき未来　Hopelessly Human　(Kerry Livgren / Steve Walsh)

## メンバー
出典
- フィル・イハート　Phil Ehart – ドラムス、チャイム、chain-driven gong、ティンパ二、パーカッション
- デイヴ・ホープ　Dave Hope – ベース、autogyro
- ケリー・リヴグレン　Kerry Livgren – エレクトリック・アンド・アコースティック・ギター、ピアノ、クラビネット、シンセサイザー、Rinauldo Whistling Machine、パーカッション
- ロビー・スタインハート　Robby Steinhardt – バイオリン、ビオラ、faucon lap cello、ボーカル
- スティーヴ・ウォルシュ　Steve Walsh – オルガン、ピアノ、セレステ、ヴァイブ、Peabody Chromatic Inverter、シンセサイザー、ボーカル、パーカッション
- リチャード・ウィリアムス　Richard Williams – エレクトリック・アンド・アコースティック・ギター、Bemis Cow Pedal

### 引用文献
- Cummings, Kevin (2024). Kansas: Every Album, Every Song. Sonicbond Publishing. ASIN B0F437Q8SR